# Antuvan Marovitch
Antuvan Marovitch (ur. 19 listopada 1926 w Stambule, zm. 15 grudnia 1991) – turecki duchowny rzymskokatolicki, wikariusz apostolski Konstantynopolu/Stambułu.

## Biografia
17 grudnia 1955 otrzymał święcenia diakonatu, a 29 czerwca 1956 w katedrze Notre-Dame w Paryżu prezbiteriatu i został kapłanem wikariatu apostolskiego Konstantynopolu. Obu tych święceń udzielił mu arcybiskup paryski kard. Maurice Feltin.
30 października 1986 papież Jan Paweł II mianował go koadiutorem wikariusza apostolskiego Konstantynopolu oraz biskupem tytularnym igilgilijskim. 18 stycznia 1987 w katedrze Ducha Świętego w Stambule przyjął sakrę biskupią z rąk nuncjusza apostolskiego w Turcji abpa Sergio Sebastianiego. Współkonsekratorami byli wikariusz apostolski Konstantynopolu Gauthier Pierre Georges Antoine Dubois OFMCap oraz arcybiskup izmirski Giuseppe Germano Bernardini OFMCap.
29 maja 1989, po śmierci poprzednika, został wikariuszem apostolskim Konstantynopolu. 30 listopada 1990 nazwa wikariatu uległa zmianie. Tym samym tytuł bpa Marovitcha zmienił się na wikariusz apostolski Stambułu.
Urząd pełnił do śmierci 15 grudnia 1991.